# 김성숙 (1896년)
김성숙(1896년 6월 4일~1979년 12월 18일)은 대한민국의 독립운동가 출신 정치인이다. 제5대 국회의원을 지냈다.

## 역대 선거 결과
|  | 7.47% |

|  | 25.12% |

|  | 31.57% |

|  | 1.45% |